# Zieschütz
Zieschütz, obersorbisch Cyžecy, ist ein Ortsteil der Gemeinde Kubschütz im sächsischen Landkreis Bautzen. Davor war es ein Ortsteil der Gemeinde Baschütz. Es zählt zum offiziellen sorbischen Siedlungsgebiet in der Oberlausitz.
Als ursprünglich kleiner Bauernweiler liegt es am nördlichen Hang der Albrechtsbachaue. Frühere Namen für den Ort waren Strezwicz (1346), Stresewicz (1359), Streßewitz (1493). Ein Teil des Dorfes gehörte über Jahrhunderte dem Rat der Stadt Bautzen; die evangelischen sorbischen Einwohner waren nach St. Michael gepfarrt. Die Bauernhäuser im Ort sind massive Bauten des 18. Jahrhunderts.
1884 waren von insgesamt 47 Einwohnern 44 Sorben.
| Jahr          | 1834 | 1871 | 1890 |
| ------------- | ---- | ---- | ---- |
| Einwohnerzahl | 113  | 46   | 44   |